# Creaturi ucigașe
Creaturi ucigașe (Tremors) este un film american de comedie de groază cu tematică western din 1990, regizat de Ron Underwood, produs de Brent Maddock și S. S. Wilson și scris de Maddock, Wilson și Underwood. Filmul a fost lansat de Universal Pictures. În rolurile principale au interpretat actorii Kevin Bacon, Fred Ward, Finn Carter, Michael Gross și Reba McEntire. Filmul spune  povestea unor viermi monstruoși subterani care sunt atrași de vibrații.
Este primul dintr-o serie de filme, fiind urmat de Tremors 2: Aftershocks (1996), Tremors 3: Back to Perfection (2001), Tremors 4: The Legend Begins (2004), Tremors 5: Bloodlines (2015), Tremors: A Cold Day in Hell (2018) și Tremors: Shrieker Island (2020). De asemenea, franciza conține și un serial TV din 2003, Tremors, care are un sezon cu 13 episoade. Un serial a fost planificat și în 2018, dar doar un episod pilot a fost produs, cu K. Bacon care a rejucat rolul din 1990.
Conform scenaristului S. S. Wilson, ideea filmului i-a venit în 1975, când lucra ca editor pentru Marina americană în deșertul Mojave - odată a stat pe o stâncă și s-a întrebat ce s-ar întâmpla dacă ceva s-ar putea mișca prin nisip ca un pește, dar nu ar putea să se urce pe stâncă.

## Distribuție
- Kevin Bacon - Valentine McKee
- Fred Ward - Earl Bassett
- Finn Carter - Rhonda LeBeck
- Michael Gross - Burt Gummer
- Reba McEntire - Heather Gummer
- Víctor Wong - Walter Chang
- Bobby Jacoby - Melvin Plug
- Ariana Richards - Mindy
- Charlotte Stewart - Nancy
- Tony Genaro - Miguel
- Richard Marcus - Nestor
- Bibi Besch - Megan—the doctor's wife
- Conrad Bachmann - Jim—the doctor
- Sunshine Parker - Edgar Deems
- Michael Dan Wagner - Old Fred
- John Goodwin - Howard—roadworker
- John Pappas - Carmine—roadworker